# Чиванг

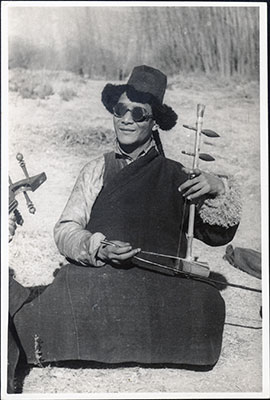
Ачо Намгьял играет на пиванге в 1937

Чиванг (Дзонг-кэ: སྤྱི་དབང་; Вайли: spyi-dbang) — это 3-х струнный музыкальный инструмент наподобие ребека, тип скрипки в Королевстве Бутан. Чиванг, лингм (флейта) и драмйин (лютня) составляют основной набор инструментов традиционной музыки Бутана.
Хотя чиванг считается традиционным бутанским инструментом, он является разновидностью пиванга, тибетской двухструнной скрипки. Он тесно связан с боедрой, одним из двух доминирующих стилей бутанской народной музыки, в котором он символизирует лошадь.